# Сарранс
Сарра́нс (фр. Sarrance) — коммуна во Франции, находится в регионе Аквитания. Департамент — Атлантические Пиренеи. Входит в состав кантона Олорон-Сент-Мари-1. Округ коммуны — Олорон-Сент-Мари.
Код INSEE коммуны — 64506.

## География

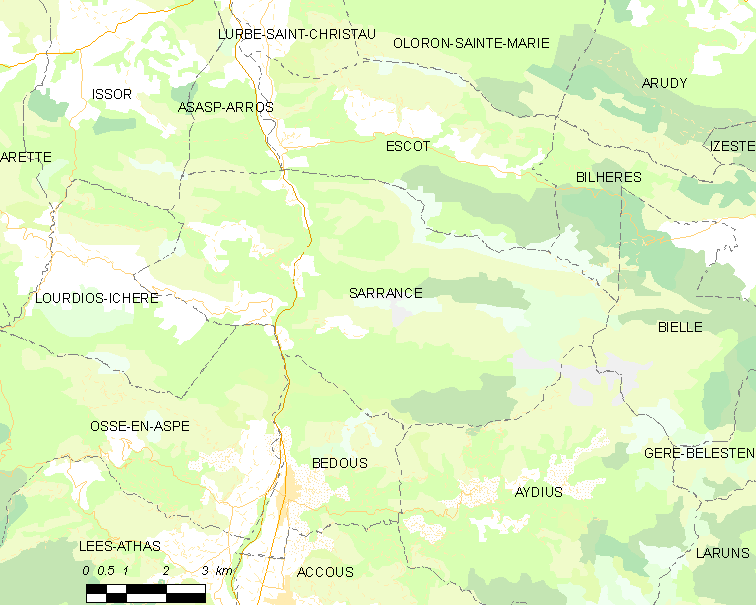
Карта коммуны

Коммуна расположена приблизительно в 690 км к югу от Парижа, в 200 км южнее Бордо, в 34 км к юго-западу от По.
По территории коммуны протекает река Гав-д’Асп.

### Климат
Климат тёплый океанический. Зима мягкая, средняя температура января — от +5°С до +13°С, температуры ниже −10 °C бывают редко. Снег выпадает около 15 дней в году с ноября по апрель. Максимальная температура летом порядка 20-30 °C, выше 35 °C бывает очень редко. Количество осадков высокое, порядка 1100 мм в год. Характерна безветренная погода, сильные ветры очень редки.

## Население
Население коммуны на 2010 год составляло 196 человек.
| 1962 | 1968 | 1975 | 1982 | 1990 | 1999 | 2010 |
| ---- | ---- | ---- | ---- | ---- | ---- | ---- |
| 429  | 214  | 224  | 229  | 228  | 233  | 196  |

## Администрация
| Период | Период | Фамилия                | Партия | Примечания |
| ------ | ------ | ---------------------- | ------ | ---------- |
| 2001   | 2020   | Жан-Пьер Шурру-Пуртале |        |            |

## Экономика
В 2010 году среди 139 человек трудоспособного возраста (15-64 лет) 117 были экономически активными, 22 — неактивными (показатель активности — 84,2 %, в 1999 году было 75,5 %). Из 117 активных жителей работали 109 человек (54 мужчины и 55 женщин), безработных было 8 (3 мужчин и 5 женщин). Среди 22 неактивных 1 человек был учеником или студентом, 14 — пенсионерами, 7 были неактивными по другим причинам.

## Достопримечательности
- Церковь Нотр-Дам (XVII век). Исторический памятник с 1941 года[4]

## Известные уроженцы
- Каму, Жак (1792—1869) — французский военачальник.

## Фотогалерея

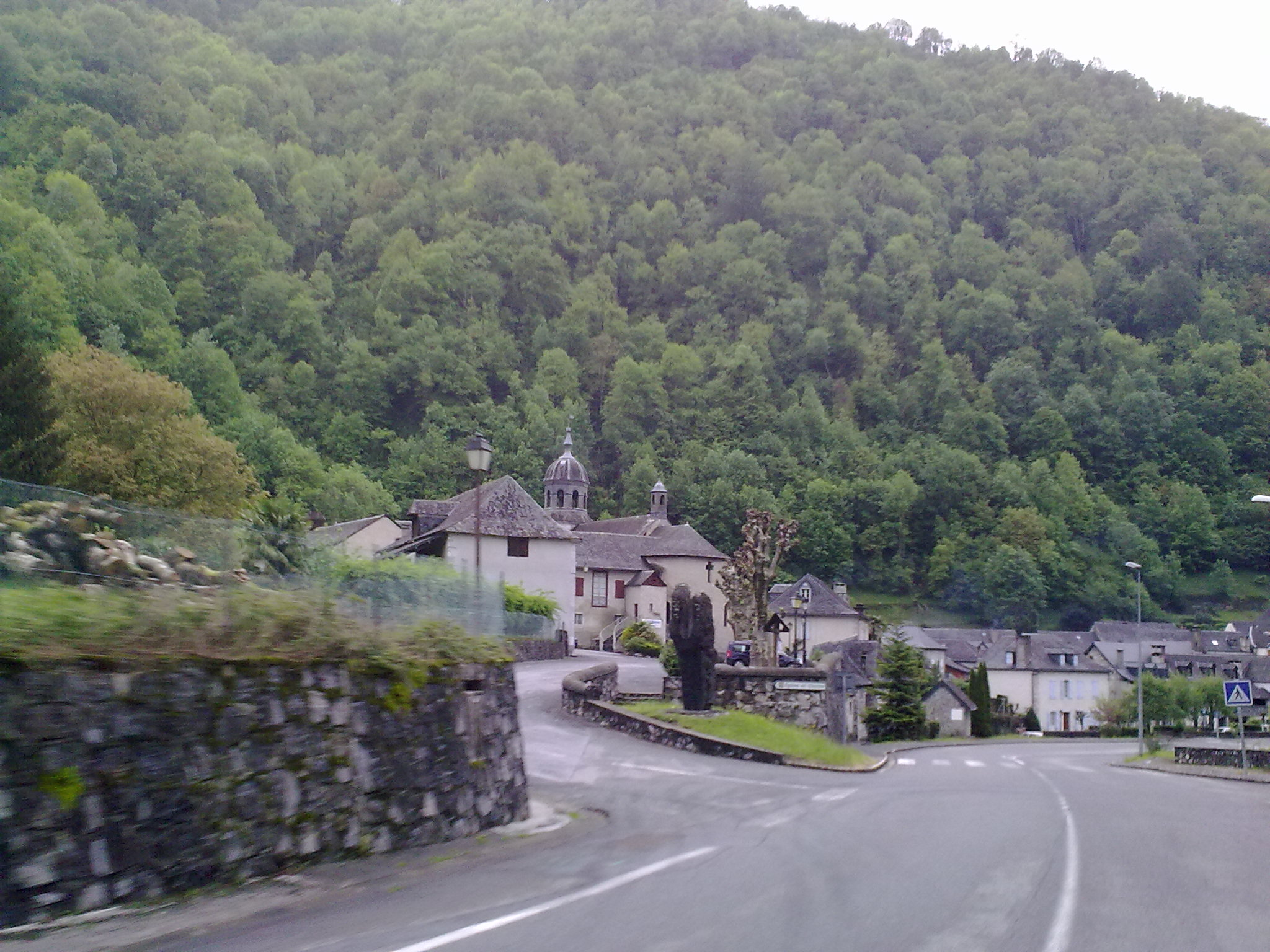
Сарранс
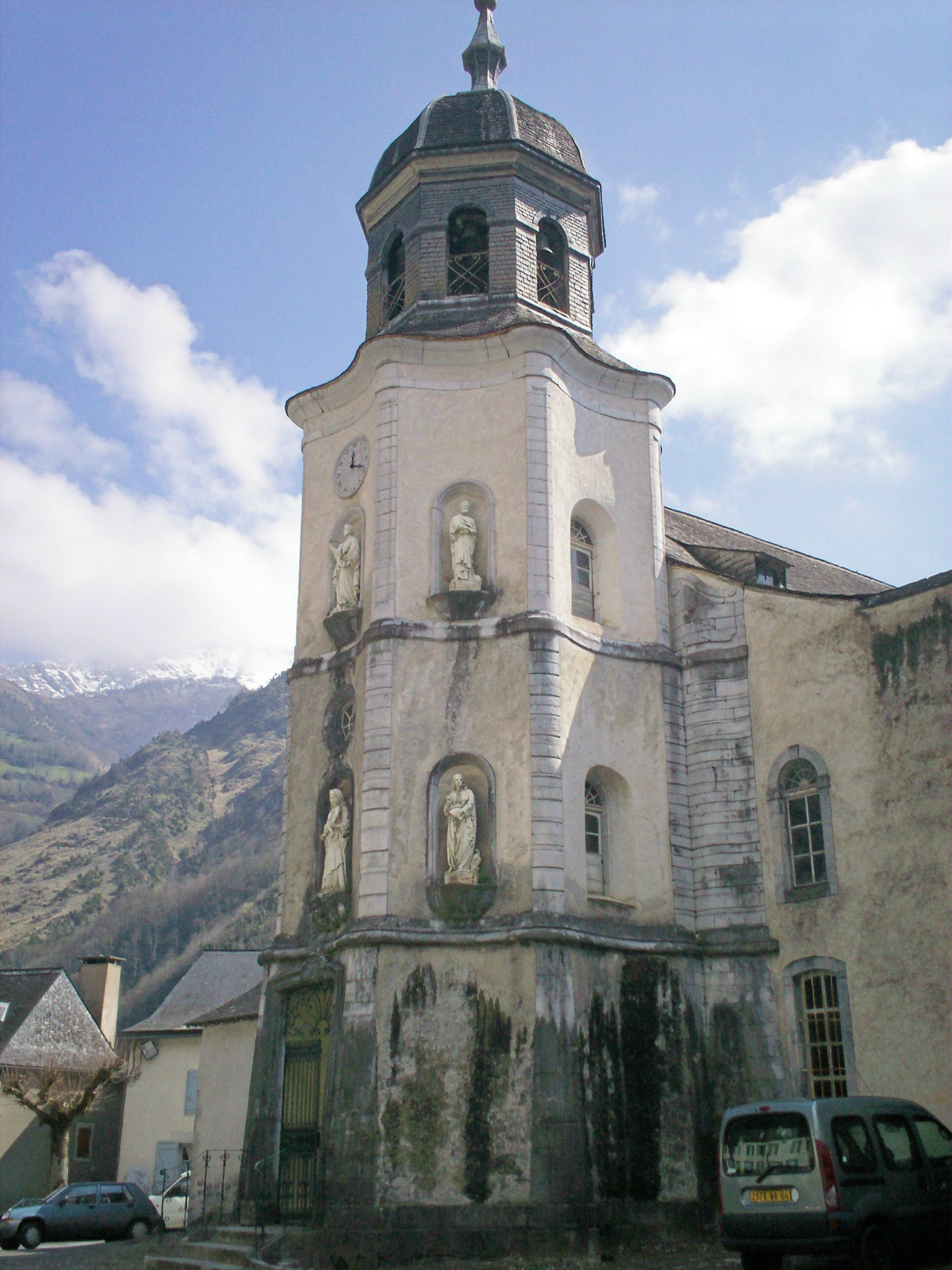
Церковь Нотр-Дам
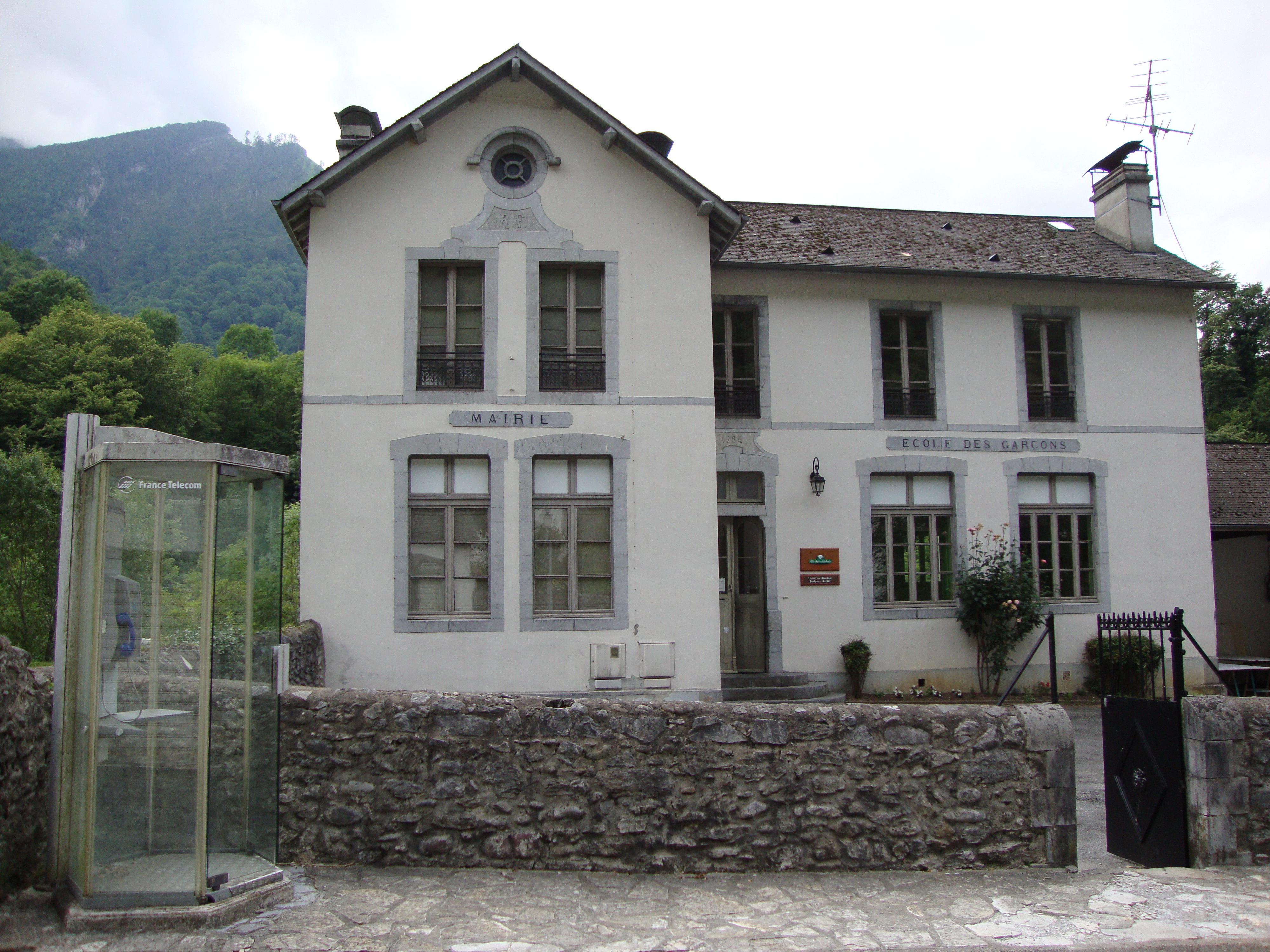
Мэрия и школа
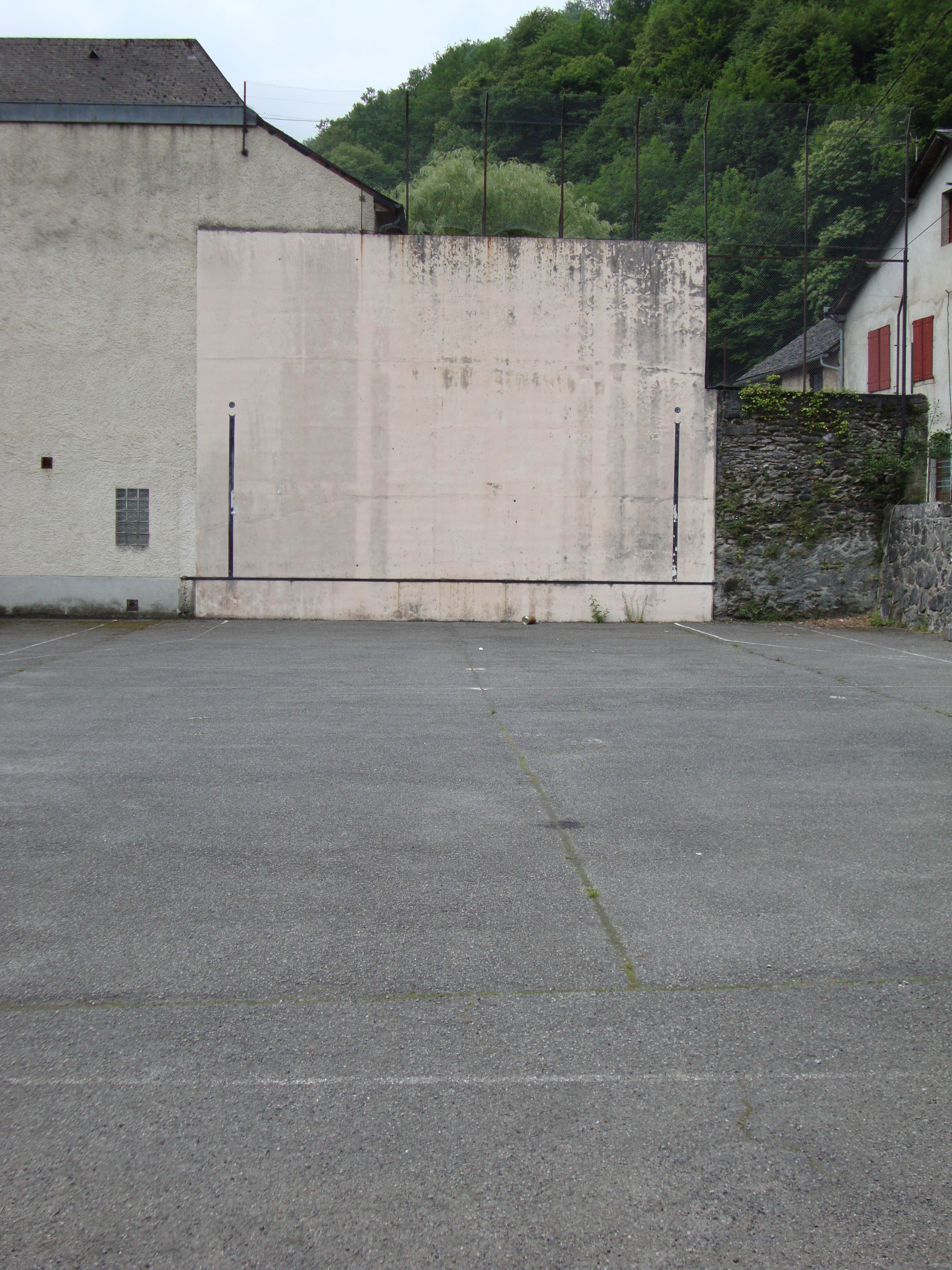
Фронтон (площадка для игры в пелоту)
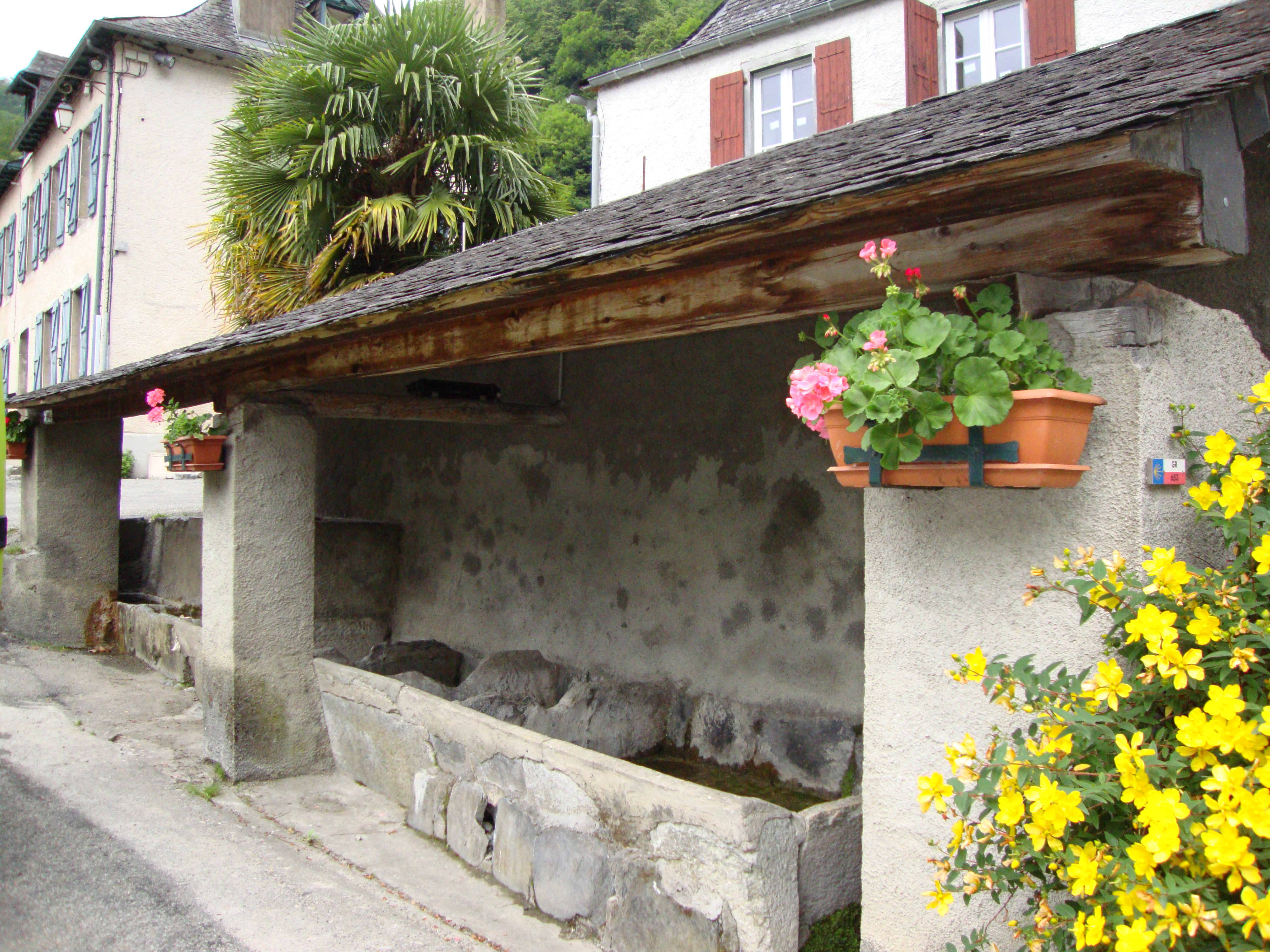
Общественная прачечная